# Мирабилис
Мира́билис (лат. Mirábilis) — род цветковых растений семейства Никтагиновые (Nyctaginaceae), содержит 50 видов.

## Ботаническое описание

### Вегетативные органы
В основном многолетние, реже однолетние травянистые растения. Стебли голые или опушённые, часто клейкие (не в области междоузлий), прямостоячие или стелющиеся. Корень стержневой, тонкий, похожий на веревку, формирует клубни, которые помогают растению пережить сухой или прохладный сезон.
Листья супротивные, сидячие или черешковые, каждый лист из пары примерно равен другому. Листовая пластинка тонкая или утолщённая, основание листа симметрично. 

### Генеративные органы
Соцветия пазушные или верхушечные. Соцветие, как покрывалом, окружено лепестковидными прицветниками, и несёт до 16 цветков. Соцветие, как правило, цимозное. Прицветников 5, они долговечны, обычно растут вместе, и формируют листовидное или плёнчатое покрывало.
Цветки двуполые, хазмогамные или клейстогамные. У клейстогамных цветков околоцветник видоизменён в своеобразный купол. У хазмогамных цветков околоцветник радиально- или двустороннесимметричный, колокольчико- или воронковидный, трубка венчика расширяется сразу или постепенно.
Тычинок 3—6. Столбик находится выше тычинок, рыльце головчатое.
Плоды обладают радиальной симметрией, обычно снабжены килем. Они обратнояйцевидной формы, почти сферической или эллипсоидальной. Поверхность плода гладкая, жёсткая, голая или опушённая.

## Распространение
Виды рода широко распространены в умеренных и тропических регионах, особенно в Северной и Южной Америке. По крайней мере один вид родом из Южной Азии. Ночная красавица (Mirabilis jalapa) распространилась по всему миру благодаря влиянию человека.

## Хозяйственное значение и применение
Из некоторых видов получают краску, другие используются в пищу (Мирабилис широкий (Mirabilis expansa)), для производства косметики и в медицине. Ночная красавица (Mirabilis jalapa) — популярное декоративное растение.

## Список видов
По данным The Plant List:
- Mirabilis aggregata (Ortega) Cav. — Мирабилис аггрегатный
- Mirabilis albida (Walter) Heimerl — Мирабилис беловатый
- Mirabilis alipes (S.Watson) Pilz
- Mirabilis austrotexana B.L.Turner
- Mirabilis campanulata Heimerl — Мирабилис колокольчатый
- Mirabilis ciliatifolia (Weath.) Standl. — Мирабилис опушённолистный
- Mirabilis coccinea (Torr.) Benth. & Hook. f. — Мирабилис ярко-красный
- Mirabilis donahooiana Le Duc
- Mirabilis elegans (Choisy) Heimerl — Мирабилис изящный
- Mirabilis expansa (Ruiz & Pav.) Standl. — Мирабилис широкий
- Mirabilis gigantea (Standl.) Shinners — Мирабилис гигантский
- Mirabilis glabra (S. Watson) Standl. — Мирабилис голый
- Mirabilis glabrifolia (Ortega) I.M.Johnst. — Мирабилис гололистный
- Mirabilis glandulosa (Standl.) W.A.Weber — Мирабилис железистый
- Mirabilis gracilis (Standl.) Le Duc — Мирабилис грациозный
- Mirabilis grandiflora (Standl.) Standl. — Мирабилис крупноцветковый
- Mirabilis greenei S.Watson
- Mirabilis hintoniorum Le Duc — Мирабилис Хинтона
- Mirabilis hirsuta (Nutt.) MacMill.
- Mirabilis intercedens Heimerl — Мирабилис промежуточный
- Mirabilis jalapa L. — Ночная красавица, или Мирабилис ялапа, или Мирабилис слабительныйtypus[2]
- Mirabilis laevis (Benth.) Curran — Мирабилис гладкий
- Mirabilis latifolia (A.Gray) Diggs, Lipscomb & O'Kennon — Мирабилис широколистный
- Mirabilis linearis (Pursh) Heimerl — Мирабилис линейный
- Mirabilis longiflora L. — Мирабилис длинноцветковый
- Mirabilis longipes (Standl.) Standl.
- Mirabilis melanotricha (Standl.) Spellenb.
- Mirabilis microchlamydea (Standl.) Standl.
- Mirabilis multiflora (Torr.) A.Gray — Мирабилис многоцветковый
- Mirabilis nesomii B.L.Turner
- Mirabilis odorata L. — Мирабилис душистый
- Mirabilis oligantha (Standl.) Standl. — Мирабилис малоцветковый
- Mirabilis ovata (Ruiz & Pav.) Meigen — Мирабилис овальный
- Mirabilis oxybaphoides (A.Gray) A.Gray
- Mirabilis polonii Le Duc
- Mirabilis polyphylla (Standl.) Standl. — Мирабилис многолистный
- Mirabilis pringlei Weath. — Мирабилис Прингла
- Mirabilis prostrata (Ruiz & Pav.) Heimerl — Мирабилис простёртый, или Мирабилис горизонтальный
- Mirabilis rotundifolia (Greene) Standl. — Мирабилис круглолистный
- Mirabilis russellii Le Duc — Мирабилис Русселя
- Mirabilis sanguinea Heimerl — Мирабилис кроваво-красный
- Mirabilis suffruticosa (Standl.) Standl. — Мирабилис кустарниковидный
- Mirabilis tenuiloba S.Watson — Мирабилис тонколопастный
- Mirabilis texensis (J.M.Coult.) B.L.Turner — Мирабилис техасский
- Mirabilis triflora Benth. — Мирабилис трёхцветковый
- Mirabilis urbani Heimerl
- Mirabilis violacea (L.) Heimerl — Мирабилис фиолетовый
- Mirabilis viscosa Cav. — Мирабилис клейкий
- Mirabilis weberbaueri Heimerl
- Mirabilis wrightiana A.Gray ex Britton & Kearney

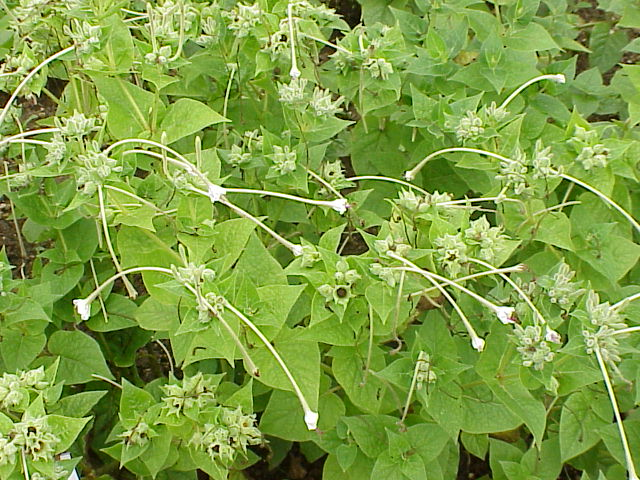
Мирабилис длинноцветковый (Mirabilis longiflora)
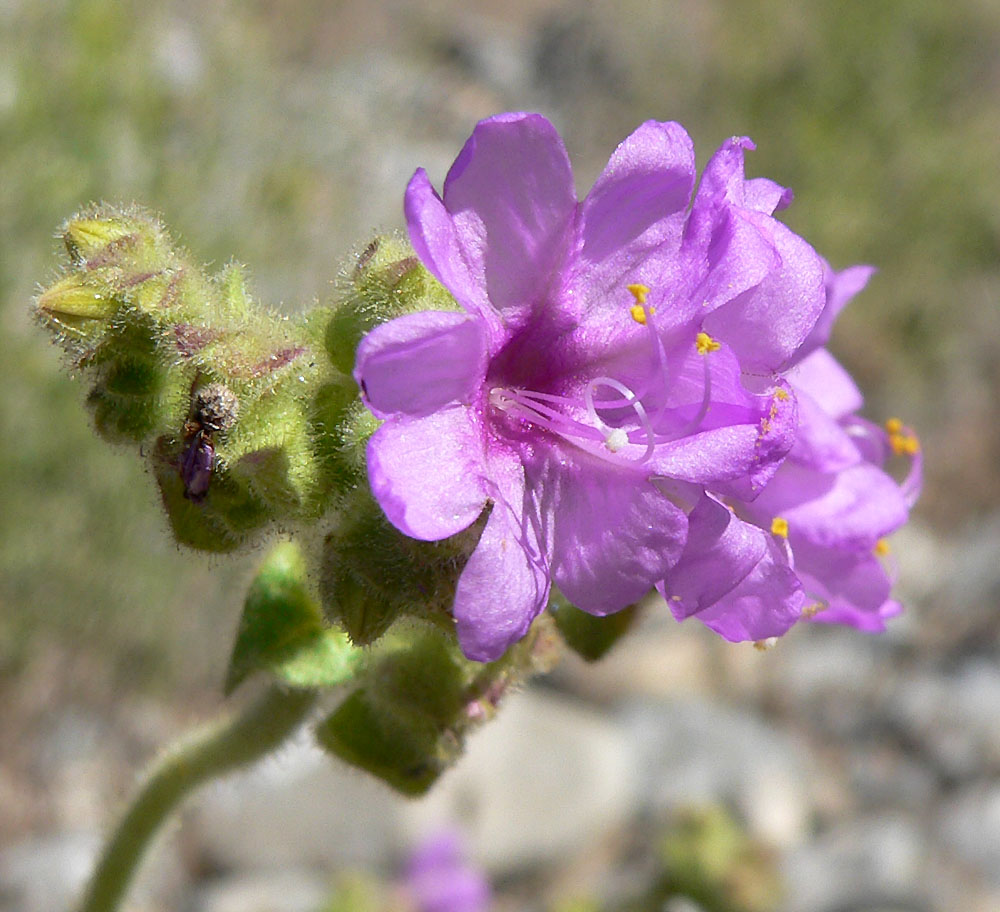
Мирабилис беловатый (Mirabilis albida)
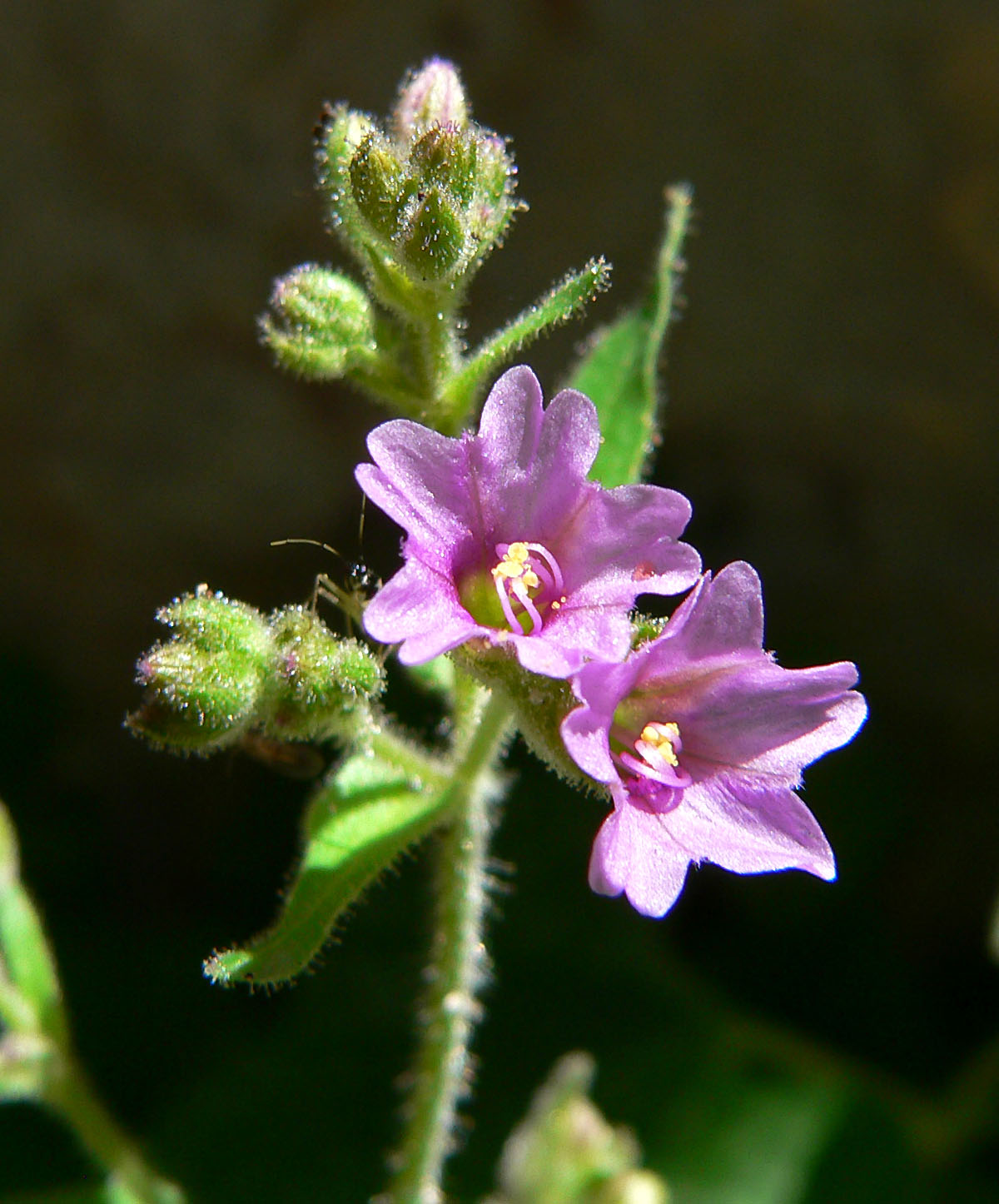
Mirabilis oxybaphoides
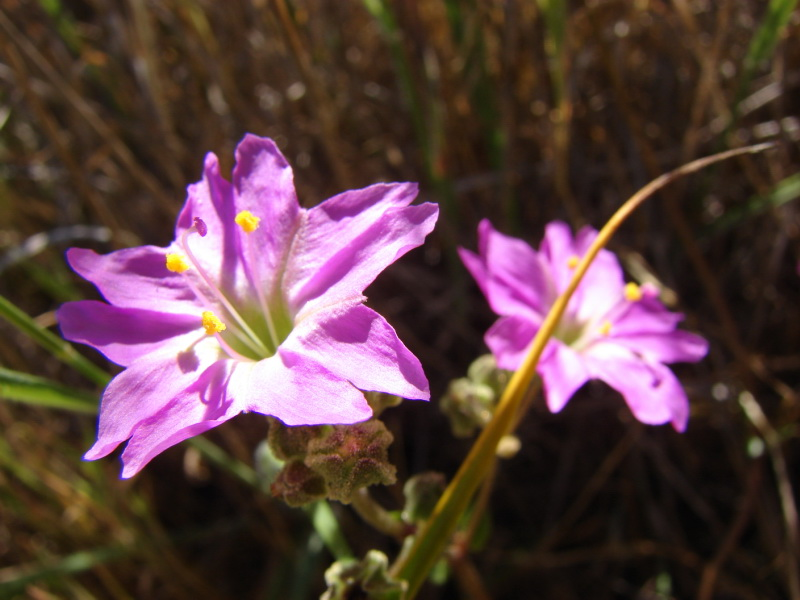
Мирабилис овальный (Mirabilis ovata)
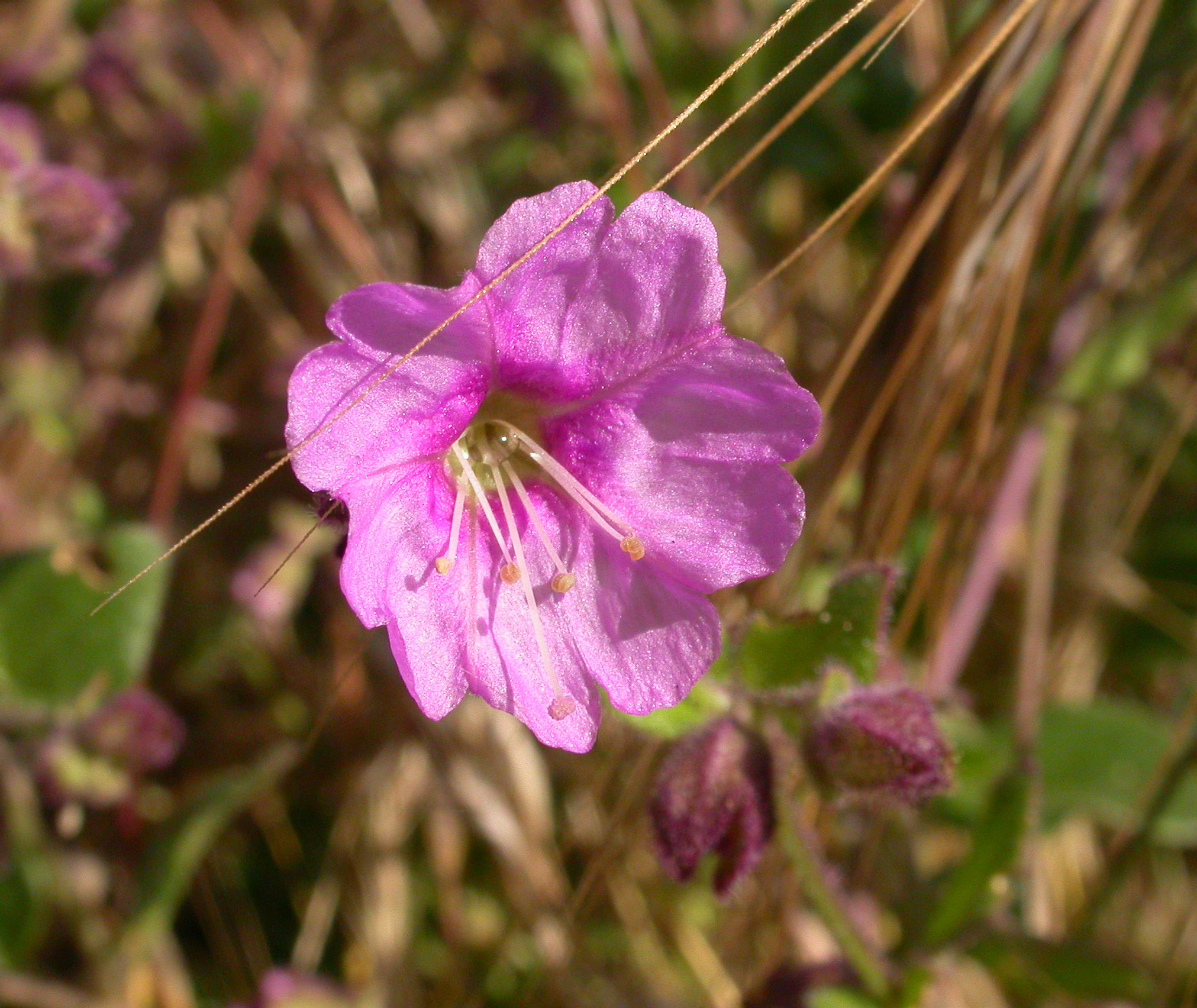
Mirabilis laevis var. crassifolia
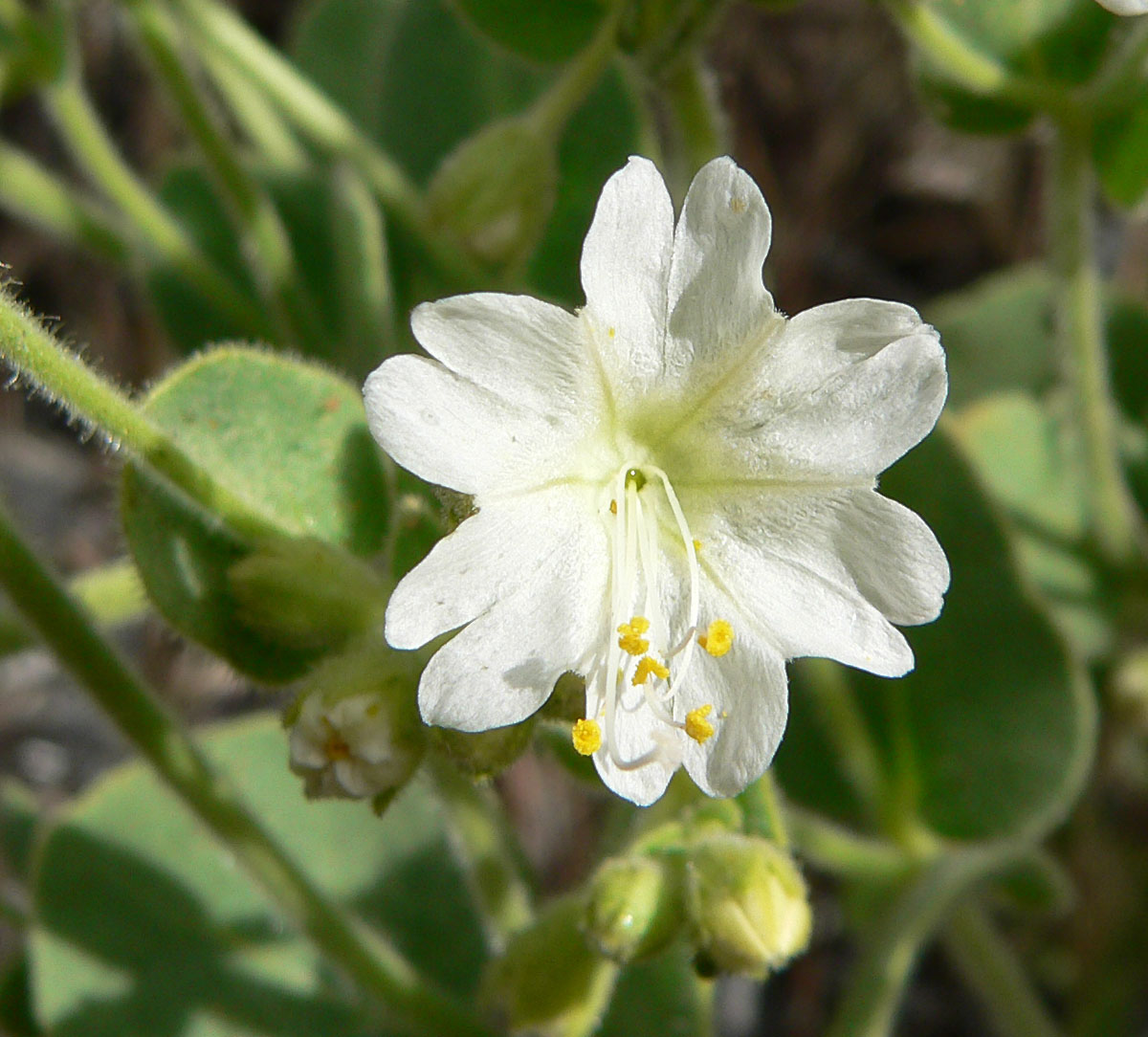
Mirabilis laevis var. villosa